# Scott Porter
Matthew Scott Porter (Omaha, 14 luglio 1979) è un attore statunitense.

## Biografia
Nato in Nebraska, in seguito si trasferisce a Winter Park, in Florida, dove frequenta il liceo. Debutta come attore partecipando brevemente alla soap opera Così gira il mondo, nel 2006 diventa uno dei protagonisti della serie televisiva Friday Night Lights, in cui interpreta il tetraplegico Jason Street, ex quarterback costretto su una sedia a rotelle dopo un incidente di gioco.
Nel 2007 debutta al cinema partecipando alla commedia Scrivimi una canzone, al fianco di Hugh Grant, e prende parte al film indipendente Extrema - Al limite della vendetta, con Rosario Dawson. Nel 2008 entra a far parte del cast del film horror Che la fine abbia inizio, nello stesso anno interpreta Rex Racer in Speed Racer dei fratelli Wachowski.
Nel 2009 recita in Bandslam - High School Band al fianco di Alyson Michalka, Gaelan Connell e Vanessa Hudgens e partecipa alla colonna sonora del film interpretando i brani Someone To Fall Back On e Pretend. Sempre nel 2009 recita nella commedia romantica The Good Guy, con Alexis Bledel e Bryan Greenberg, presentata al Tribeca Film Festival. Porter ha anche recitato in teatro in due produzioni off-Broadway: Alter Boyz e Toxic Audio.
Nel 2010 recita in Dear John, adattamento cinematografico del romanzo di Nicholas Sparks Ricordati di guardare la luna. È stato preso in considerazione come possibile interprete di Capitan America, per il film dedicato al supereroe della Marvel.
Nel 2011 entra a far parte del cast della serie tv della CW, Hart of Dixie, interpretando il ruolo di George Tucker.
Il 20 aprile 2013 si è sposato in Texas con la casting producer Kelsey Mayfield.

## Filmografia

### Attore

#### Cinema
- Scrivimi una canzone (Music and Lyrics), regia di Marc Lawrence (2007)
- Extrema - Al limite della vendetta (Descent), regia di Talia Lugacy (2007)
- Che la fine abbia inizio (Prom Night), regia di Nelson McCormick (2008)
- Speed Racer, regia dei fratelli Wachowski (2008)
- Bandslam - High School Band (Bandslam), regia di Todd Graff (2009)
- The Good Guy, regia di Julio DePietro (2009)
- Dear John, regia di Lasse Hallström (2010)
- 10 Years, regia di Jamie Linden (2011)
- The To Do List - L'estate prima del college (The To Do List), regia di Maggie Carey (2013)

#### Televisione
- Così gira il mondo (As the World Turns) - soap opera, 4 episodi (2006)
- The Bedford Diaries - serie TV, episodi 1x07-1x08 (2006)
- Ugly Betty - serie TV, episodio 1x01 (2006)
- Friday Night Lights - serie TV, 42 episodi (2006-2008)
- Masterwork - episodio pilota scartato (2009)
- Caprica - serie TV, 5 episodi (2010)
- Nomads - episodio pilota scartato (2010)
- The Good Wife – serie TV, 14 episodi (2010–2011)
- Hart of Dixie - serie TV, 76 episodi (2011-2015)
- Parenthood - serie TV, episodio 6x13 (2015) - non accreditato
- Scorpion – serie TV, 13 episodi (2016)
- Rosewood - serie TV, episodio 1x13 (2016)
- Outcast - serie TV, 4 episodi (2016)
- Law & Order - Unità vittime speciali (Law & Order: Special Victims Unit) - serie TV, episodio 19x19 (2018)
- Streghe – serie TV, episodio 1x14 (2018)
- Into the Dark - serie TV, 1 episodio (2018)
- Ginny & Georgia - serie TV (2021-in corso)
- Lucifer – serie TV, episodi 5x15-

### Doppiatore
- X-Men: Destiny – videogioco (2011)
- Marvel Heroes – videogioco (2013)
- The Walking Dead – videogioco (2013-2014)
- LEGO Batman 3: Gotham e oltre (Lego Batman 3: Beyond Gotham) – videogioco (2014)
- Batman: Arkham Knight – videogioco (2015)
- Minecraft: Story Mode – videogioco (2015-2017)
- LEGO Marvel's Avengers – videogioco (2016)
- Guardians of the Galaxy: The Telltale Series – videogioco (2017)
- Injustice 2 – videogioco (2017)
- Madden NFL 18 – videogioco (2017)
- Marvel vs. Capcom: Infinite  – videogioco (2017)
- Madden NFL 19 – videogioco (2018)
- LEGO DC Super-Villains – videogioco (2018)
- Spider-Man – videogioco (2018)
- Marvel: La Grande Alleanza 3: L'Ordine Nero (Marvel Ultimate Alliance 3: The Black Order)  – videogioco (2019)
- God of War Ragnarök – videogioco (2022)
- Suicide Squad: Kill the Justice League – videogioco (2024)

## Doppiatori italiani
Nelle versioni in italiano delle opere in cui ha recitato, Scott Porter è stato doppiato da:
- Marco Vivio in Che la fine abbia inizio, Bandslam - High School Band, The Good Guy, Dear John, Outcast, Rosewood
- Stefano Crescentini in Friday Night Lights, Speed Racer, The Good Wife, Hart of Dixie, Scorpion
- Francesco Bulckaen in Streghe, Ginny & Georgia
- Mirko Mazzanti in The To Do List - L'estate prima del college
- Francesco Pezzulli in Caprica
- Nanni Baldini in Lucifer

Da doppiatore è stato sostituito da:
- Alessandro Capra in Injustice 2
- Manuel Meli in God of War Ragnarök [2]